# Samuele Campo
Samuele Campo (sinh ngày 6 tháng 7 năm 1995) là một cầu thủ bóng đá người Thụy Sĩ hiện tại thi đấu ở vị trí tiền vệ cho FC Basel tại Giải bóng đá vô địch quốc gia Thụy Sĩ.

## Sự nghiệp câu lạc bộ
Campo là một nhân tố trẻ từ FC Basel. Anh ra mắt tại Giải bóng đá vô địch quốc gia Thụy Sĩ thi đấu cùng với FC Lausanne-Sport vào ngày 31 tháng 7 năm 2016 trước FC Thun.
Vào ngày 27 tháng 12 năm 2017 FC Basel thông báo rằng Campo trở lại câu lạc bộ, ký bản hợp đồng 4,5 năm kéo dài đến tháng 6 năm 2022.

## Sự nghiệp quốc tế
Campo là người gốc Ý. Anh là cầu thủ trẻ thi đấu quốc tế cho Switzerland.